# Bahnhof Nijmegen Lent
Der Bahnhof Nijmegen Lent ist ein Bahnhof in der Stadt Nijmegen im Süden der Provinz Gelderland, der an der Bahnstrecke Arnhem–Nijmegen liegt. Er befindet sich im neuesten Bezirk von Nijmegen, der Waalsprong genannt wird. Dort entsteht seit Mitte der 1990er-Jahre im Rahmen des  VINEX-Programms ein neues modernes Wohnviertel, in dem jährlich hunderte Wohnungen gebaut werden.

## Geschichte

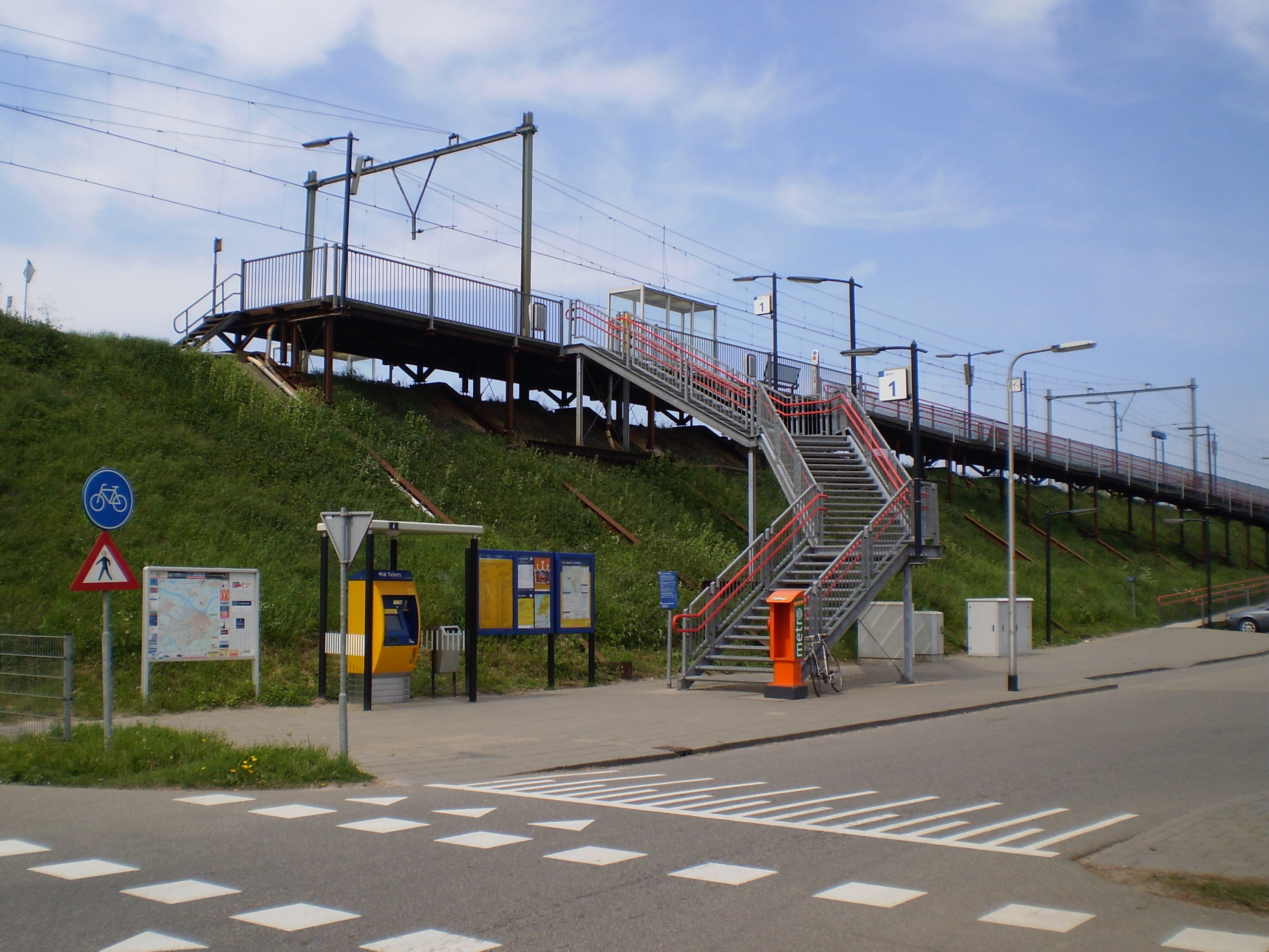
Der ehemalige Halt (2009)

Nachdem die Bahnstrecke Arnhem–Nijmegen 1879 eröffnet worden war, erhielt die Ortschaft Lent drei Jahre später einen Haltepunkt. Ein Bahnhofsgebäude wurde erstmals 1914 errichtet. Doch der Bahnhof erwies sich nicht als sonderlich erfolgreich. Zum einen bestand mit der Fähre ins Zentrum eine günstigere Alternative und zum anderen wurde mit dem Bau der Waalbrücke der Straßenverkehr zunehmend attraktiver. Daher wurde die Station am 15. Mai 1934 geschlossen.
Als die niederländische Armee nach dem deutschen Einmarsch die Eisenbahnbrücke und die Waalbrücke am 10. Mai 1940 sprengten, wurde die Station zwischenzeitlich als Endbahnhof der Strecke nach Arnhem verwendet.
Nach der Wiedereröffnung der Eisenbahnbrücke am 12. November 1940 wurde der Betrieb erneut eingestellt. Im weiteren Verlauf des Zweiten Weltkrieges öffneten die Nederlandse Spoorwegen den Bahnhof erneut, als die Eisenbahnbrücke ein weiteres Mal zerstört worden war.
Der Haltepunkt wurde am 1. August 1945 wieder geschlossen und schließlich 1960 abgerissen. Mit der Errichtung des neuen Wohnbaugebietes Waalsprong wurde der Bedarf einer Anbindung ans Stadtzentrum und an das Umland größer und deshalb wurde 2002 ein provisorischer Bahnhof erbaut. Am 25. Juli 2013 wurde dieser an das Bahnnetz angeschlossen.
Die offizielle Eröffnung, an der auch die Beigeordneten der Gemeinde Nijmegen, Henk Beerten und Jan van der Meer, sowie der Direktor des Eisenbahninfrastrukturunternehmens ProRail, Jan Mulder, teilnahmen, fand am 30. August 2013 statt.

## Streckenverbindungen
Im Jahresfahrplan 2022 bedienen folgende Linien den Bahnhof Nijmegen Lent:
| Zugtyp   | Linienverlauf                                                                                 | Frequenz |
| -------- | --------------------------------------------------------------------------------------------- | --- |
| Sprinter | Dordrecht – Breda – Tilburg – ’s-Hertogenbosch – Nijmegen (– Nijmegen Lent – Arnhem Centraal) | halbstündlich (fährt abends nicht nach Arnhem; sonntags stündlich zwischen ’s-Hertogenbosch und Arnhem Centraal) |
| Sprinter | (Wijchen –) Nijmegen – Nijmegen Lent – Arnhem Centraal – Zutphen                              | halbstündlich (abends und sonntags nicht nach Wijchen)                                                           |